# FK Napredak Kruševac
Der FK Napredak Kruševac (vollständiger Name auf Serbisch: Фудбалски клуб Haпpeдaк Крушевац, Fudbalski klub Napredak Kruševac), gewöhnlich auch als Napredak Kruševac, FK Napredak oder nur Napredak bekannt, was so viel wie „Fortschritt“ bedeutet, ist ein serbischer Fußballverein aus Kruševac, der in der Super liga spielt, der höchsten Spielklasse des Landes. Der FK Napredak Kruševac wurde 1946 gegründet und spielte im  Sozialistischen Jugoslawiens (1945–1992) seit 1949 abwechselnd in den 1. und 2. Liga, davon hauptsächlich in der 2. Liga.
Nach dem 1991 beginnenden Zerfall Jugoslawiens (1991–2001) wurde 1992 die Bundesrepublik Jugoslawien (1992–2003) gegründet, welche nur noch aus den Teilrepubliken Serbien und Montenegro bestand und 2003 seinen Namen in Serbien und Montenegro (2003–2006) änderte. Somit spielten Napredak Kruševac von 1992 bis 2006 im Ligasystem der Bundesrepublik bzw. in der von Serbien und Montenegro. Auch während dieser Periode spielte der Verein abwechselnd in der 1. und 2. Spielklasse. Seit der Auflösung des Staatenbundes 2006 spielte der FK Napredak auch in Serbien abwechselnd in der 1. und 2. Liga. Somit spielte der Verein seit 1949 in der 1. oder  2. Spielklasse, welches von zahlreichen Auf- und Abstiegen begleitet war. Insgesamt stieg Napredak zehnmal in die Erstklassigkeit auf.
Da dieser seit über 70 Jahren mindestens in der zweithöchsten Spielklasse spielt, gilt der Verein als einer der beständigsten serbischen Vereine. Zudem ist der FK Napredak Kruševac seit 2017 Erstklassig. Als größte Erfolg der Vereinsgeschichte gelten vier Meistertitel der 2. jugoslawischen Liga (1958, 1976, 1978, 1988), der Gewinn der 2. Liga der Bundesrepublik Jugoslawien bzw. von Serbien und Montenegro 2000 sowie 2003, und der Gewinn der 2. serbischen Liga 2013 und 2016. Dazu zählt auch das Erreichen des nationalen Pokalfinales 2000 und die Teilnahme am UEFA-Pokal 1980/81 und 2000/01.

## Geschichte

### 1946–1959: Die Gründungsphase und erste Erfolge
Gegründet wurde der Verein im ehemaligen Sozialistischen Jugoslawien (1945–1992) am 8. Dezember 1946, als die drei aus dem zentralserbischen Kruševac stammenden Fußballvereine Zakić, Badža und 14. Oktobar unter dem Namen FK Napredak Kruševac miteinander fusionierten. Das erste Spiel in der Geschichte des Vereins wurde gegen Makedonija im Januar 1947 ausgetragen, ein Verein aus Skoplje, welches mit 1:1 unentschieden endete. Das erste Tor für Napredak Kruševac erzielte Angreifer Marko Valok, der später mit dem jugoslawischen Spitzenverein FK Partizan zahlreiche Erfolge feierte und in der Saison 1949/50 mit 17. Treffern Torschützenkönig der 1. jugoslawische Liga wurde. Den ersten Titel gewann der Verein 1949, als der FK Napredak die serbischen Meisterschaft gewann, damals noch eine regionale Liga im jugoslawischen Ligasystem, und somit erstmalig in die 2. jugoslawische Liga aufstieg. In der Saison 1950/51 wurde der Verein Vizemeister und wurde somit zum ersten Mal Teil der 1. jugoslawischen Liga, stieg jedoch bereits in der Debüt-Saison wieder in die 2. Liga ab, genauer in die IV Zona (IV Zone), da die damalige 2. Liga aus fünf Unterligen bestand. Ab der Saison 1958/59 spielte Napredak in der neu formierten 2. Liga des Landes.

### 1959–1981: Zweitligameister, Abstiege und UEFA-Cup
1976 stieg der FK Napredak Kruševac unter der Leitung von Trainer Dragan Bojović als Meister in die 1. Liga auf. Im entscheidenden Spiel besiegten sie den FK Rad mit 8:2, dabei erzielte Jovica Škoro vier Tore, Milomir Jakovljević drei, sowie Dragiša Ćuslović eins. In der höchsten Spielklasse konnte sich der Verein unter dem neuen Trainer Vladica Popović nur eine Saison halten, jedoch war Napredak bereits in der Spielzeit 1978/79 wieder Erstklassig. Während dieser Saison besiegten sie überraschend den jugoslawischen Spitzenverein Partizan auswärts mit 3:0. In der Spielzeit 1979/80 konnte sich Napredak gegen mehrere jugoslawische Top-Clubs durchsetzen und beendete unter Trainer Tomislav Kaloperović die Saison auf dem 4. Platz. Dadurch qualifizierte sich der Verein zum ersten Mal für einen europäischen Wettbewerb bzw. für den UEFA-Pokal 1980/81, scheiterte aber bereits in der 1. Runde knapp an Dynamo Dresden. Es sollte jedoch für den Verein noch schlimmer kommen, als er völlig überraschend am Ende der Saison den letzten Platz belegte und somit den Gang in die 2. Liga antreten musste.

### 1981–2000: Weitere Titel, Abstiege und erstes Pokalfinale
Bis 1988 spielte Napredak in der 2. Liga, als sie in der Saison 1987/88 die diese gewannen, jedoch stieg der Verein bereits zum dritten Mal in seiner Geschichte in seiner Debüt-Saison wieder ab. In der 2. Liga konkurrierte der Verein bis zur Spielzeit 1991/92, der letzten Saison im jugoslawischen Fußball vor der völligen Eskalation des bereits 1991 ausgebrochenen Jugoslawienkriegs (1991–2001), und gehörte somit zu den Mitgliedern der neu gegründeten 1. Liga der Bundesrepublik Jugoslawien, welche nur noch aus den Mannschaften der Teilrepubliken Serbien und Montenegro bestand. Die erste Saison der neuformierten Liga beendete Napredak als sechster, stieg aber in der darauffolgenden Spielzeit 1993/94 wieder ab. In den 1990er befand sich der Verein oft an der Grenze zwischen der 1. und 2. Liga, schließlich gewann er in der Saison 1999/00 die Gruppe-Ost, einer der Unterklassen der 2. Liga, und war somit wieder Erstklassig. In derselben Saison erzielte Napredak seinen größten Erfolg, als er im Finale des nationalen Pokals gegen den serbischen Spitzenverein Roter Stern Belgrad spielte. Es reichte zwar nicht zum Sieg, aber er konnte sich wieder für den UEFA-Cup qualifizieren.

### 2000–heute: Zwischen Fahrstuhlmannschaft und UEFA-Pokal

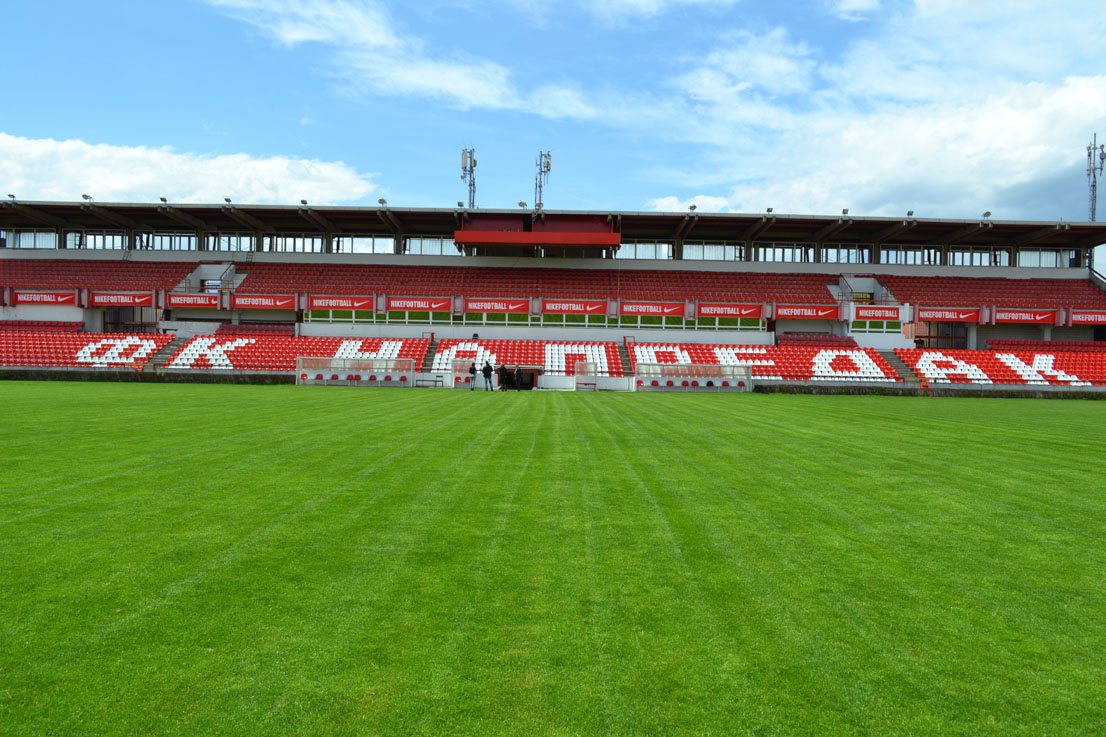
Das Stadion Mladost in Kruševac.

Die Saison 2000/01 beendete der Verein auf einem Abstiegsplatz, sodass er am Ende der Spielzeit, schon fast traditionell, wieder direkt nach dem Aufstieg den Gang in die 2. Liga antreten musste. Im UEFA-Pokal hatte Napredak ein wenig mehr Erfolg als bei seiner ersten Teilnahme und kam bis in die 2. Runde, wo man gegen OFI Kreta ausschied. 2003 änderte die Bundesrepublik Jugoslawien ihren Namen in Serbien und Montenegro. Im selben Jahr gewann Napredak die Gruppe-Ost der 2. Liga von Serbien und Montenegro, stieg jedoch erneut in der darauf folgenden Saison ab, und dies bereits zum insgesamt fünften Mal in seiner Geschichte unmittelbar nach einem Aufstieg.
In der Saison 2006/07 erzielte Napredak den dritten Platz in der 2. serbischen Liga, der jedoch nicht zum Aufstieg in die höchste Spielklasse berechtigte. Am 19. Juli 2007 entschied der serbische Fußballverband, dass Napredak in die 1. Liga befördert wird und den Klub FK Mladost Apatin ersetzt, der aufgrund finanzieller Probleme nicht in der höchsten Liga Serbiens spielen konnte. In der Saison 2007/08 verpasste der Verein knapp einen UEFA-Cup Platz. Napredak konnte sich nur eine weitere Spielzeiten halten und stieg wieder in der Saison 2009/10 ab. In den darauffolgenden zwei Spielzeiten belegten sie jeweils den sechsten Platz.
Allerdings markierte das Jahr 2012 einen Wendepunkt. Anfang des Jahres erhielt Napredak eine neue und finanzstarke Vereinsführung, die sofort in den Klub investierte. Das Stadion Mladost wurde renoviert, das Vereinslogo modernisiert und der Kader deutlich verstärkt, vor allem mit der Verpflichtung des erfahrenen Stürmers Nenad Mirosavljević, der von Olympiakos Nikosia wechselte und damals zu den bekanntesten Spieler im serbischen Fußball gehörte, sowie einer der bekanntesten Spieler war, die jemals für APOEL Nikosia spielten. In der Saison 2012/13 war der Verein vom 1. Spieltag an Tabellenführer und dominierte unangefochten die zweite Liga, wo er bereits 5 Spieltage vor Ende der Saison als Meister feststand und somit wieder erstklassig wurde.

## Stadion, Fans und Ultras

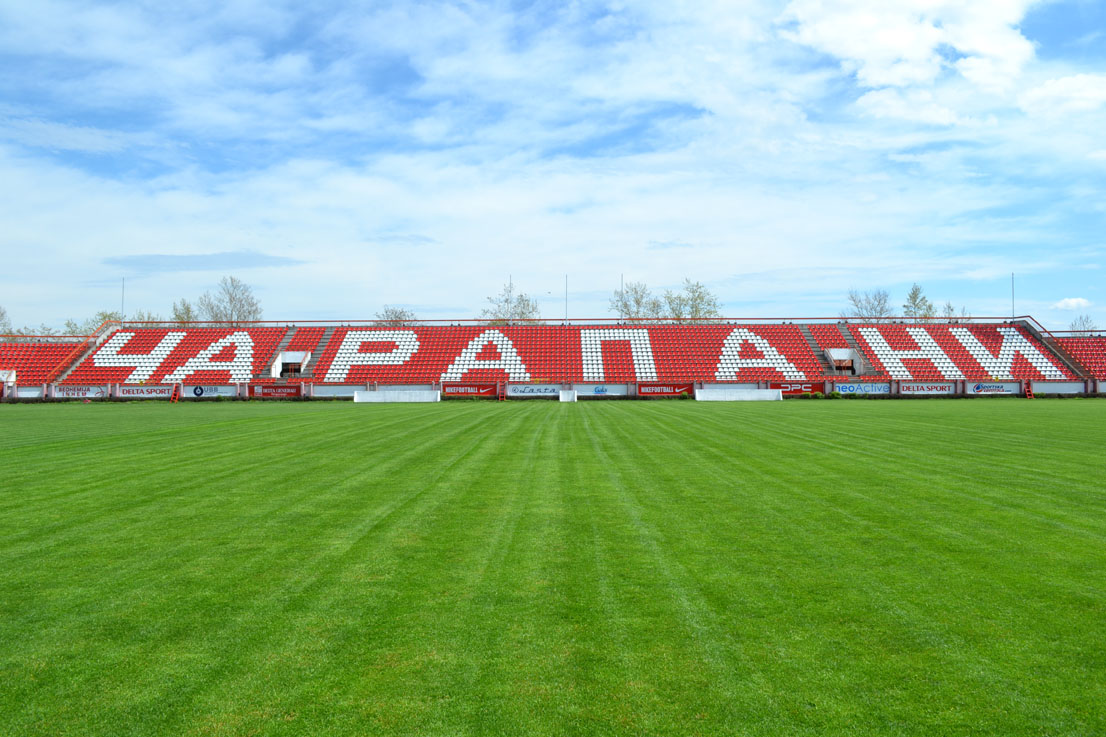
Čarapani in serbisch-kyrillischer Schrift auf Osttribüne des Stadions.

Seine Heimspiele bestreitet der FK Napredak Kruševac im 10.331 Sitzplätze Zuschauer fassenden Stadion Mladost aus, das ein reines Fußballstadion ist. Das Wort Mladost bedeutet auf Serbisch „Jugend“, so dass „Stadion Mladost“ für „Stadion der Jugend“ steht. Das Stadion wurde 1976 in einer Rekordzeit von nur 60 Tagen gebaut und hatte ursprünglich eine Kapazität für 25.000 Zuschauer. Über die Jahre erhielt es auch den Beinamen Stadion pod Bagdalom. Im Jahr 2012 führte der Verein ein umfangreiches Renovierungsprojekt durch, bei dem unter anderem im gesamten Stadion Sitzplätze installiert und vier Flutlichtmasten errichtet wurden.
Im selben Jahr war das Mladost-Stadion Austragungsort des Serbischen Pokals 2012 und ist auch einer der Austragungsorte der serbischen U21-Nationalmannschaft. Das Stadion ist auch der Sitz einer 1988 gegründeten Ultras-Gruppe namens Jakuze, benannt nach der japanischen Yakuza, während die Gesamtheit der Fans von Napredak Kruševac als Čarapani bezeichnet werden, was auch eine traditionelle Bezeichnung für die Bevölkerung in der Region um Kruševac ist. Die Bezeichnung Čarapani  ist auch in serbisch-kyrillischer Schrift auf den Osttribüne als Zeichen der Wertschätzung und der Treue zwischen dem Verein und den Fans angebracht.

## Klubfarben und Vereinswappen
Im Laufe seiner Geschichte trat der FK Napredak Kruševac traditionell in der Farbe Rot als Hommage an die Arbeiterbewegung auf, doch der Verein verwendete als Auswärtstrikot auch ein komplett weißes Trikot. Das Wappen enthält die Farben Rot, Weiß und Gold sowie unten links die Jahreszahl 1946, die das Gründungsjahr von Napredak Kruševac markiert, einen klassischen Fußball in der Mitte, während die Spitze die Brustwehr mit Zinnen die Festung Kruševac symbolisiert, die wahrscheinlich vom serbischen Zaren Lazar Hrebeljanović (1329–1389) erbaut, von diesem genutzt und heute als einer der Symbole der Stadt Kruševac gilt. Zudem steht auf der Brustwehr FK Napredak in serbisch-kyrillischer Schrift, in Serbien auch als Azbuka bezeichnet, und über dem Fußball steht Kruševac, ebenfalls auf Serbisch-kyrillisch.

Früheres Wappen
Wappen bis 2012
Wappen seit 2012

## Europapokalbilanz
| Saison  | Wettbewerb | Runde         | Gegner           | Gesamt | Hin     | Rück    |
| ------- | ---------- | ------------- | ---------------- | ------ | ------- | ------- |
| 1980/81 | UEFA-Pokal | 1. Runde      | Dynamo Dresden   | 0:2    | 0:1 (A) | 0:1 (H) |
| 2000/01 | UEFA-Pokal | Qualifikation | Tulevik Viljandi | 6:2    | 5:1 (H) | 1:1 (A) |
| 2000/01 | UEFA-Pokal | 1. Runde      | OFI Kreta        | 0:6    | 0:0 (H) | 0:6 (A) |

Gesamtbilanz: 6 Spiele, 1 Sieg, 2 Unentschieden, 3 Niederlagen, 6:10 Tore (Tordifferenz −4)

## Frauenfußball
Die Frauenfußballabteilung des Vereins spielt in Serbiens höchster Spielklasse und konnte in der Premierensaison 2007 die Meisterschaft der Prva ženska liga erringen.